# Kampo アーバン・ウィークエンド
『Kampo アーバン・ウィークエンド』（カンポ アーバン・ウィークエンド）は、TOKYO FMなどで1993年4月3日 - 2007年3月31日に毎週土曜 9:00 - 9:30に放送されていたラジオ番組。
郵政省簡易保険局（放送開始 - 2000年12月）→郵政事業庁簡易保険部（2001年1月 - 2003年3月）→日本郵政公社簡易保険事業部（現：かんぽ生命保険、2003年4月 - 放送終了）単独提供番組だった。

## ナビゲーター
- 小野正利（放送開始 - 1995年3月）
- 沢口みなみ（1995年4月 - 1999年9月）
- 大石恵（1999年10月 - 2001年3月）
- 真中瞳（2001年4月 - 2004年3月）
- 紺野まひる（2004年4月 - 放送終了）

## 番組内容
- 2004年4月に紺野が担当するようになってからは、紺野が薦める最新映画の紹介「シネマ・ミニッツ」を中心に展開していた。
- 同年11月からは更に番組の後半では毎月1回のレギュラーコーナーを放送していた。
  - 「シネマクリニックの処方箋」 - リスナーから寄せられた悩みや恋愛相談を基に、紺野（このコーナーでは「ドクトル・まひる」として登場）が悩みを解消してくれる映画を取り上げていた。
  - 「映画音楽特集」 - 毎回その特集が放送される週の映画に関連する出演者、監督、音楽担当者が関わっている映画のサウンドトラックやテーマソングを取り上げた。
  - 「見た?聞いた?驚いた!? シネマニュース」 - 最近の映画関連のホットな話題を紺野流にまとめて解説した。
  - 「リストランテシネマ」 - 2004年夏季から放送されていた映画に関連する食べ物の話題「まひるの今度のランチ!!」をリニューアルしたもの。
  - その他映画・エンターテインメント関連のトピックを放送することもあった。
- 番組主催の試写会が全国各地で開かれることもあった。

## ネット局
放送時間の早い順から記載。ただし、ネット局・放送時間は放送開始 - 最終回のもの。
| 放送対象地域   | 放送局名                       | 放送時間               | 備考   |
| -------------- | ------------------------------ | ---------------------- | ------ |
| 東京都         | エフエム東京（TOKYO FM）       | 毎週土曜 9:00 - 9:30   | 制作局 |
| 富山県         | 富山エフエム放送（FMとやま）   | 毎週土曜 8:00 - 8:30   |        |
| 北海道         | エフエム北海道（AIR-G'）       | 毎週土曜 9:00 - 9:30   |        |
| 宮城県         | エフエム仙台（Date fm）        | 毎週土曜 9:00 - 9:30   |        |
| 秋田県         | エフエム秋田（AFM）            | 毎週土曜 9:00 - 9:30   |        |
| 石川県         | エフエム石川（HELLO FIVE）     | 毎週土曜 9:00 - 9:30   |        |
| 長野県         | 長野エフエム放送（FM長野）     | 毎週土曜 9:00 - 9:30   |        |
| 愛知県         | エフエム愛知（FM AICHI）       | 毎週土曜 9:00 - 9:30   |        |
| 大阪府         | エフエム大阪（FM OSAKA）       | 毎週土曜 9:00 - 9:30   |        |
| 広島県         | 広島エフエム放送（HFM）        | 毎週土曜 9:00 - 9:30   |        |
| 山口県         | エフエム山口（FMY）            | 毎週土曜 9:00 - 9:30   |        |
| 岡山県         | 岡山エフエム放送（FM OKAYAMA） | 毎週土曜 9:00 - 9:30   |        |
| 香川県         | エフエム香川（FM香川）         | 毎週土曜 9:00 - 9:30   |        |
| 福岡県         | エフエム福岡（fm fukuoka）     | 毎週土曜 9:00 - 9:30   |        |
| 大分県         | エフエム大分（Air-Radio FM88） | 毎週土曜 9:00 - 9:30   |        |
| 熊本県         | エフエム熊本（FMK）            | 毎週土曜 9:00 - 9:30   |        |
| 沖縄県         | エフエム沖縄（FM沖縄）         | 毎週土曜 9:00 - 9:30   |        |
| 島根県・鳥取県 | エフエム山陰（V-air）          | 毎週日曜 9:00 - 9:30   |        |
| 滋賀県         | エフエム滋賀（e-radio）        | 毎週日曜 20:00 - 20:30 |        |